# Drummondita microphylla
Drummondita microphylla är en vinruteväxtart som beskrevs av Paul G. Wilson. Drummondita microphylla ingår i släktet Drummondita och familjen vinruteväxter. Inga underarter finns listade i Catalogue of Life.